# Mojca Pelcar Šarf
Mojca Pelcar Šarf, slovenska pesnica, * 1977, Šentvid pri Ljubljani.

## Življenjepis
Rojena v Šentvidu pri Ljubljani, trenutno živi v Londonu. Je ena od ustanoviteljic multikulturnega pesniškega gibanja ersatz. Kandidatka za doktorat iz področja narativnosti kombiniranih medijev (Cross media storytelling).

## Dela
Je avtorica štirih pesniških zbirk, od tega so prve tri v angleščini, zadnja, Napis nad mestom, pa je njena prva zbirka v slovenščini:
- Knife, 2002
- Woman, girl, babe, 2003
- Airports, 2003
- Napis nad mestom, 2004.